# Jesús María de Leizaola Sánchez

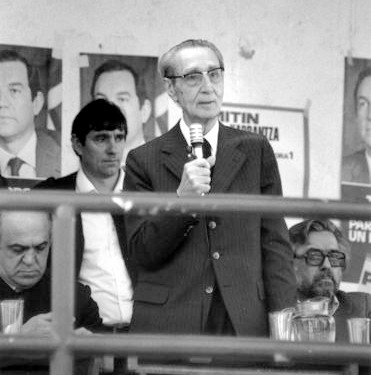
Jesús María de Leizaola Sánchez

Jesús María de Leizaola Sánchez (San Sebastian, 7 september 1896 - aldaar, 16 maart 1989) was een Baskisch politicus.
Hij ontving onderwijs aan het prestigieuze Colegio Nuestra Señora del Buen Consejo de Lecároz, dat geleid werd door de Capucijnermonniken (1903-1911). Daarna studeerde hij rechten aan de Universiteit van Valladolid. Hij betoonde zich een briljant student.
Samen met José Aguirre richtte hij de Agrupación Vasca de Acción Social Cristiana (Baskische Groepering van de Christelijk-Sociale Actie) op. De Agrupación Vasca de Acción Social Cristiana zette zich in voor de minderbedeelden. 
In 1930 werd De Leizaola lid van de redactie van de Baskische krant Euzkadi (= Baskenland).
De Leizaola sloot zich aan bij de Partido Nacionalista Vasco (PNV), waar ook Aguirre lid van was geworden. De PNV streefde een autonoom Baskenland (Euzkadi) na, binnen Spanje. De PNV was (en is) de sterkste partij in Baskenland. In april 1931 werd Spanje een republiek en de nieuwe regering in Madrid stelde Baskische autonomie in het vooruitzicht. In juni 1931 werd De Leizaola voor de PNV in de Cortes Generales gekozen. In 1933 werd hij herkozen.
In oktober 1936, een paar maanden na het uitbreken van de Spaanse Burgeroorlog, werd Baskenland autonoom. Aguirre werd president van Spaans Baskenland (Lehendakari) en hij benoemde De Leizaola tot minister van Justitie en Cultuur. Aan de Baskische autonomie kwam reeds in juli 1937 een einde toen de troepen van generaal Franco Baskenland bezetten. De regering van Baskenland was naar Barcelona uitgeweken. In Baskenland zelf werden de PNV e.a. Baskisch-nationalistische groepen en partijen verboden.
In het voorjaar van 1939 moest de Baskische regering uitwijken naar Frankrijk. Aguirre werd nu president van de Baskische regering in ballingschap en na het overlijden van Aguirre in 1960, werd De Leizaola de president van de Baskische regering in ballingschap. Na de dood van Franco keerde De Leizaola naar Spanje terug. In 1979 verkreeg Spaans Baskenland opnieuw autonomie en in 1980 werd Carlos Garaikoetxea, een partijgenoot van De Leizaola, tot president van de Baskische regering gekozen.